# Dicranomyia quadrituberculata
Dicranomyia quadrituberculata är en tvåvingeart som först beskrevs av Alexander 1937.  Dicranomyia quadrituberculata ingår i släktet Dicranomyia och familjen småharkrankar.
Artens utbredningsområde är Colombia. Inga underarter finns listade i Catalogue of Life.